# Peggio di ieri
Peggio di ieri è un singolo dei cantanti italiani Marmo e Maninni, pubblicato il 19 luglio 2019.

## Descrizione
Il brano, scritto e composto da entrambi gli artisti, è prodotto da Andrea Fusini.

## Tracce
Testi e musiche di Stefano Galiotta e Alessio Mininni.
1. Peggio di ieri – 3:18